# 周世勋
周世勋（1921年—2001年），男，湖北黄陂人，中国理论物理学家、物理教育家，曾任复旦大学教授、博士生导师。